# پنتاکربونیل‌هیدریدورنیوم
پنتاکربونیل‌هیدریدورنیوم (به انگلیسی: Pentacarbonylhydridorhenium) با فرمول شیمیایی ReH(CO)۵ یک ترکیب شیمیایی است. که جرم مولی آن ۳۲۷٫۲۶۵ g/mol می‌باشد. شکل ظاهری این ترکیب، بلورهای جامد زرد است.